# Desmopachria nigra
Desmopachria nigra är en skalbaggsart som beskrevs av Zimmermann 1923. Desmopachria nigra ingår i släktet Desmopachria och familjen dykare. Inga underarter finns listade i Catalogue of Life.